# Trac
Trac es una herramienta para la gestión de proyectos y el seguimiento de errores escrita en Python, inspirado en CVSTrac. Su nombre original era svntrac, debido a su fuerte dependencia de Subversion. Está desarrollado y mantenido por Edgewall Software, es software libre y de código abierto.
Hasta mediados de 2005 estaba disponible bajo la Licencia Pública General de GNU, pero desde su versión 0.9 se distribuye bajo la Licencia BSD modificada.

## Características
- Permite enlazar información entre una base de datos de errores de software, un sistema de control de versiones y el contenido de un wiki.
- Sirve como interfaz web de un sistema de control de versiones como Subversion, Git, Mercurial, Bazaar o Darcs.
- Utiliza un sistema de plantillas web propio llamado Genshi.